# Wright, Florida
Wright är en ort (CDP) i Okaloosa County, i delstaten Florida, USA. Enligt United States Census Bureau har orten en folkmängd på 23 127 invånare (2010) och en landarea på 14,3 km².